# ジョエル・エンビード
ジョエル・ハンス・エンビード（Joel Hans Embiid, [dʒoʊˈɛl ɛmˈbiːd] joh-EL em-BEED; , 1994年3月16日 - ）は、カメルーンの中央州ヤウンデ出身のプロバスケットボール選手。NBAのフィラデルフィア・76ersに所属している。ポジションはセンター。愛称「The Process」。エンビード入団時の76ersは成績が低迷しており、そこからの立て直しを図る各種の補強方針に対して「Trust The Process」とファンの間で呼ばれることが多かったところ、その補強で入団した選手の中でエンビードが最高の選手になったこともありエンビード自身も「The Process」と呼ばれることを受け入れた。

## 経歴
1994年にバレーボール選手だった両親の元で首都ヤウンデで生まれる。エンビード自身も幼い頃からバレーボールをしていたものの、アキーム・オラジュワンに憧れていた。テレビでみたコービー・ブライアントのプレーに憧れ、NBA選手を目指すことを決意。翌年渡米し、フロリダ州ゲインズビルのザ・ロック高校に留学。本格的にバスケットボールを始めた。

### 大学
大学は名門カンザス大学（ジェイホークス）に進学。1年生ながらレギュラーとして起用されたエンビードは、28試合の出場で平均11.2得点、8.1リバウンド、1.4アシスト、2.6ブロックショットを記録。NCAAトーナメントでも活躍したエンビードは、ネイスミス賞の候補にも挙げられ、Big-12の最優秀守備選手賞やオールディフェンスチームなどに選出されるなど、大学No.1ビッグマンとして注目される存在となり、1年間大学でプレーした後、2014年4月に2014年のNBAドラフトにアーリーエントリーを表明した。

### フィラデルフィア・76ers

#### 2014-15シーズン

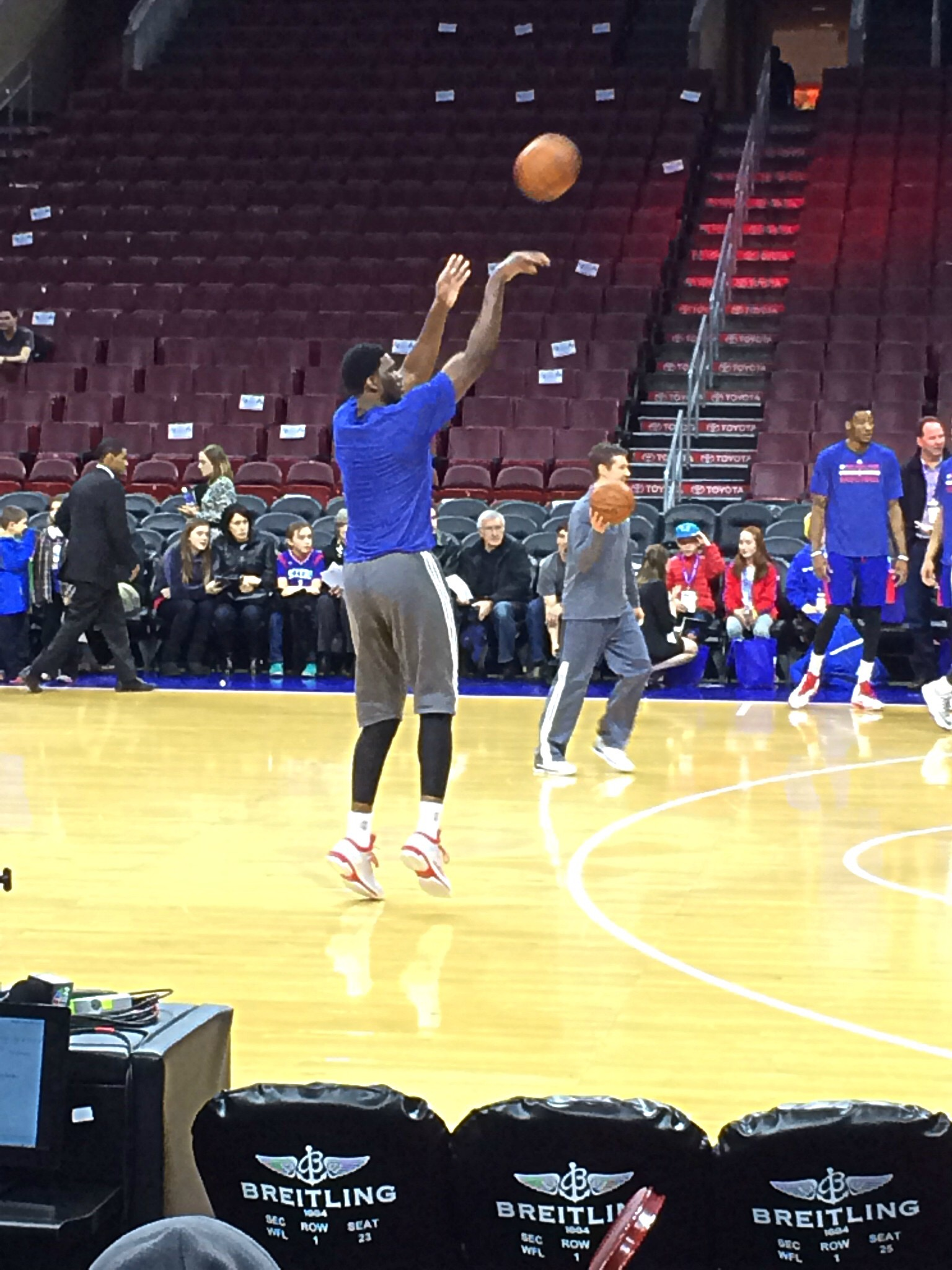
2014年のエンビード

ドラフト開催前の6月、メディカルチェックで右足を疲労骨折していたことが判明。直ちに手術を行ったが、全治6カ月の診断を受けた。ドラフト当日も、会場のバークレイズ・センターには来場せず自宅待機。しかし全体3位指名権を持っていたフィラデルフィア・76ersは、当初予定していたダンテ・エクザムの指名を回避し、敢えてエンビードを指名。結局ルーキーシーズンとなるはずだった2014-15シーズンは、シーズン全試合を欠場。

#### 2015-16シーズン
2015-16シーズンにNBAデビューを目指すことになったものの、リハビリが思うようにいかず、2015年8月に右足を再手術を余儀無くされ、同シーズンも全休となった。

#### 2016-17シーズン
2年間の厳しいリハビリを経たエンビードは、2016-17シーズン開幕前のトレーニングキャンプに漸く全体練習に参加。実戦出場の許可も得られるまでに回復。10月4日のボストン・セルティックスとのプレシーズンマッチで、2年超しのNBAデビューを果たした。初のレギュラーシーズンとなった2016-17シーズン開幕戦のオクラホマシティ・サンダー戦では、22分の出場ながらチーム最多の20得点を記録し、鮮烈な公式戦デビューを飾り、11月11日のインディアナ・ペイサーズ戦では、26分の出場ながら25得点を記録し、開幕7連敗を喫していた76ersに、シーズン初勝利をもたらした。以降76ersの新エースとして君臨していたが、2017年2月に今度は左膝を負傷。結局3月初めに残りシーズン終了が決定した。31試合に出場し、1試合平均は20.2得点、7.8リバウンド、2.5ブロックの成績を記録し、シーズン終了時にはNBAオールルーキー・ファーストチームに選出された。

#### 2017-18シーズン

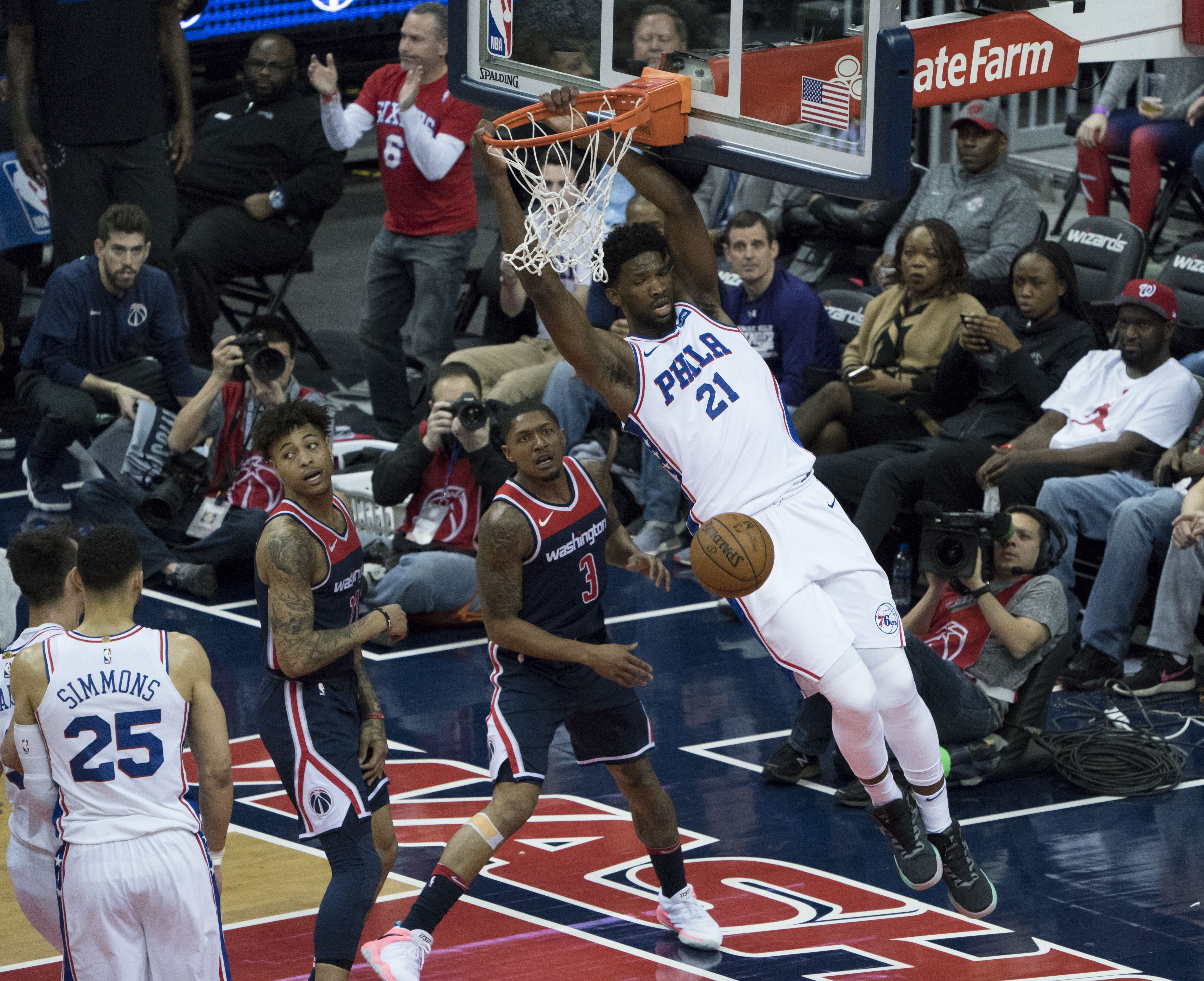
ダンクをするエンビード（2018年）

2017年10月9日、76ersと5年総額1億4800万ドルで契約を延長した。2018年2月18日にロサンゼルスのステイプルズ・センターで行われるNBAオールスターゲームに先発出場することが発表された。2018年3月15日に行われたニューヨーク・ニックス戦で29得点、10リバウンドを記録し、試合は76ersが118-110で勝利した。3月16日、24歳の誕生日に行われたブルックリン・ネッツ戦で24得点、キャリア・ハイとなる19リバウンドを記録し、試合は76ersが120-116で勝利した。3月19日に行われたシャーロット・ホーネッツ戦で25得点、19リバウンドを記録、試合は76ersが108-94で勝利した。3月29日に行われたニューヨーク・ニックス戦で左眼窩骨折を負い途中退場した。4月19日のプレーオフ1回戦の第3戦目で故障から復帰し、プレーオフデビューともなったマイアミ・ヒート戦で23得点を記録し、試合は128-108で勝利した。第5戦で19得点、12リバウンドを記録、試合は104-91で勝利し76ersは4勝1敗で2012年以来の1回戦突破を決めた。2回戦、対ボストン・セルティックスの初戦で31得点、13リバウンドを記録したが、試合は117-101で敗れた。

#### 2018-19シーズン
オールスターゲームに選出され、チームヤニスの一員としてプレー。左膝の故障でシーズン後半の多くを欠場したものの、プレーオフには出場（レギュラーシーズン3位）。
イースタンカンファレンス1回戦はブルックリン・ネッツを4-1で破り、セミファイナルでトロント・ラプターズと対戦。第7戦までもつれ込むが、カワイ・レナードの劇的なブザービーターの前に破れた。

#### 2019-20シーズン
2019年10月31日のミネソタ・ティンバーウルブズ戦でのカール＝アンソニー・タウンズとの口論により、2試合の無給出場停止処分を受けた。11月25日のトロント・ラプターズ戦では13リバウンドを記録したが、キャリア初の無得点に終わった 。その4日後のアトランタ・ホークス戦で、当時キャリアハイの49得点、14リバウンドを記録し、129-112で勝利に貢献した。COVID-19パンデミックによる4カ月の中断を明けた8月1日のインディアナ・ペイサーズ戦で、41得点、21リバウンドを記録したが、試合は敗れた。
プレーオフでは、1試合あたり30得点の成績を記録したにもかかわらず、1回戦で敗退となった。

#### 2020-21シーズン
51試合に出場し、平均31.1分、28.5得点、10.6リバウンド、1.0スティール、1.4ブロックを記録。ニコラ・ヨキッチ、ステフィン・カリーと並んでシーズンMVPファイナリストにノミネートされた（ヨキッチが受賞）。

#### 2021-22シーズン
2022年1月19日のオーランド・マジック戦で、27分の出場で50得点を記録し、クレイ・トンプソンに次ぐ快記録を達成した。レギュラーシーズンは自身最多となる68試合に出場。平均33.8分、30.6得点を記録し、自身初のシーズン得点王を獲得。前シーズンに続いてニコラ・ヨキッチ、ヤニス・アデトクンボとともにシーズンMVPファイナリストにノミネートされたが、またしてもヨキッチに及ばず受賞を逃す。

#### 2022-23シーズン
2022年11月14日のユタ・ジャズ戦で、36分41秒出場し、キャリアハイの59得点に、11リバウンド、8アシスト、7ブロックのパフォーマンスを記録。（1973-74シーズンにブロックショットが公式スタッツになって以降、1試合で50得点・10リバウンド・5アシスト・5ブロック以上の記録はこの日のエンビードが初。）計66試合に出場、平均34.6分、33.1得点を記録し、2年連続となるシーズン得点王を獲得。このシーズン、ジェームズ・ハーデンも自身2度目となるアシスト王を獲得しており、同チーム所属プレイヤーによる得点王とアシスト王の同時獲得は、1981-82年シーズンのジョージ・ガービンとジョニー・ムーア以来であった。

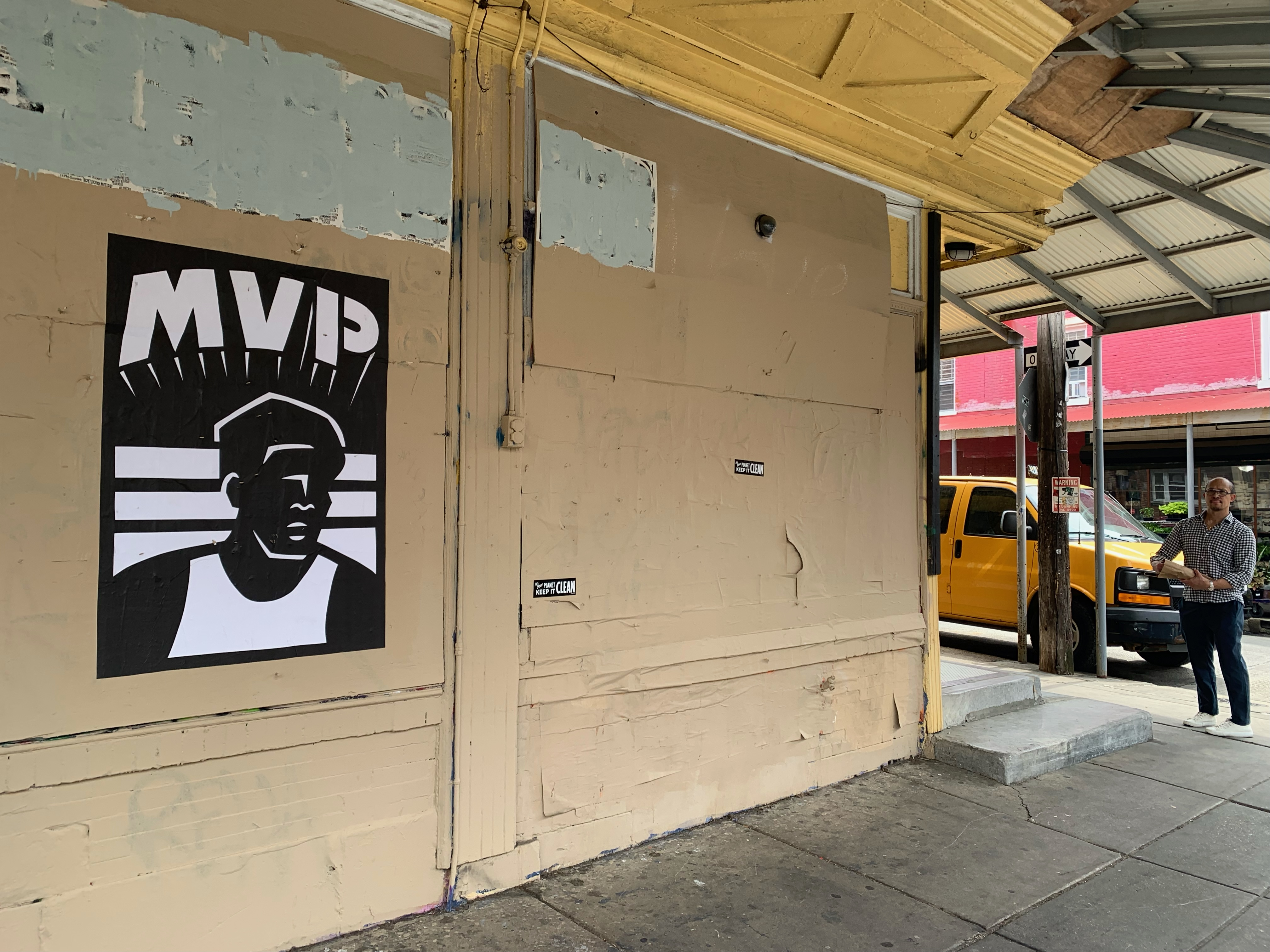
フィラデルフィアのイタリアン・マーケットにあるモントローズのそばに貼られたジョー・ボルチョーのMVPポスター（2023年4月）。

2023年5月、自身初となるシーズンMVPを受賞。シクサーズの選手がMVPを受賞するのはウィルト・チェンバレン、ジュリアス・アーヴィング、アレン・アイバーソン、モーゼス・マローンに次いで史上5人目の快挙となった。また、オールNBAファーストチームにも選出された。

#### 2023-24シーズン
2024年1月22日のサンアントニオ・スパーズ戦でキャリアハイを更新する70得点を含む18リバウンド、5アシストを記録し、1967年当時シクサーズに在籍していたウィルト・チェンバレンが保持していた1試合の球団最多記録を更新した。この記録でエンビードはチェンバレンとデビッド・ロビンソンに続く3人目の70得点以上を記録したセンターの選手となった。プレーオフ1回戦、ニューヨーク・ニックスとの第3戦でプレーオフキャリアハイとなる50得点を記録した。このシーズンに記録した平均34.7得点は自身のキャリアハイでリーグトップの成績だったが、例年以上に欠場が目立ち、実にシーズンの半分以下となる出場39試合に終わり規定未到達だったため、次点で平均33.9得点のルカ・ドンチッチに得点王を譲る事になり、3年連続得点王の偉業はならなかった。

#### 2024-25シーズン
11月2日のメンフィス・グリズリーズ戦後のロッカールームで記者と口論になり、3日後に3試合の出場停止処分を受けたが、左膝の故障により復帰は遅れることとなった。
2025年2月4日の復帰戦となったダラス・マーベリックス戦で自身8度目のトリプル・ダブルとなる29得点、11リバウンド、10アシストを記録し、チームは118-116で辛勝した。しかし、同月28日にチームは、左膝の故障を考慮してエンビードの残りシーズンを全休させることを発表した。

## プレースタイル
高い身体能力とスキルを兼ね備えるビッグマン。オフェンスではローポストでのパワープレーのみならず、ユーロステップ等の軽快なステップワークで相手ディフェンダーを翻弄し得点を積み重ねる。シュート範囲も広く、2017-18シーズンでは60本以上の3Pシュートを沈めている。身体能力を活かした守備も評価が高く、チームのインサイドディフェンスの要となっている。リック・カーライルHCは、「彼はゲームプランを難しくさせる男なんだ。ヤニス・アデトクンボはびっくりするほどあり得ない選手。ニコラ・ヨキッチもそうだ。でも、この男は彼らよりさらに難しくさせている。今の彼は歩くNBAのチートコード（強すぎる男）なんだ」と評している。

## 人物
- ローマカトリックを信仰している[49]。
- 2017年1月13日のシャーロット・ホーネッツ戦の試合前、エンビードはWWEプロレスラーのトリプルH風の入場演出を行い、トリプルHからTwitterで絶賛のツイートを贈られた[50][51]。
- レアル・マドリードのファンである。[52]
- ケガに滅法弱く、最初の2年全休から始まったキャリアを通して70試合に出場したシーズンがない。2年連続平均30点以上を記録して得点王になっているものの欠場が多いため、圧倒的な個人成績の割に通算得点も多くはなく、プロ9年目の2022-23シーズンでようやくキャリア10000得点を突破した。

## 個人成績

### NBA

#### レギュラーシーズン
| シーズン     | チーム       | GP  | GS  | MPG  | FG%  | 3P%  | FT%  | RPG  | APG | SPG | BPG | PPG   |
| ------------ | ------------ | --- | --- | ---- | ---- | ---- | ---- | ---- | --- | --- | --- | ----- |
| 2016–17      | PHI          | 31  | 31  | 25.4 | .466 | .367 | .783 | 7.8  | 2.1 | .9  | 2.5 | 20.2  |
| 2017–18      | PHI          | 63  | 63  | 30.3 | .483 | .308 | .769 | 11.0 | 3.2 | .6  | 1.8 | 22.9  |
| 2018–19      | PHI          | 64  | 64  | 33.7 | .484 | .300 | .804 | 13.6 | 3.7 | .7  | 1.9 | 27.5  |
| 2019–20      | PHI          | 51  | 51  | 29.5 | .477 | .331 | .807 | 11.6 | 3.0 | .9  | 1.3 | 23.0  |
| 2020–21      | PHI          | 51  | 51  | 31.1 | .513 | .377 | .859 | 10.6 | 2.8 | 1.0 | 1.4 | 28.5  |
| 2021–22      | PHI          | 68  | 68  | 33.8 | .499 | .371 | .814 | 11.7 | 4.2 | 1.1 | 1.5 | 30.6* |
| 2022–23      | PHI          | 66  | 66  | 34.6 | .548 | .330 | .857 | 10.2 | 4.2 | 1.0 | 1.7 | 33.1* |
| 2023–24      | PHI          | 39  | 39  | 33.6 | .529 | .388 | .883 | 11.0 | 5.6 | 1.2 | 1.7 | 34.7  |
| 2024–25      | PHI          | 19  | 19  | 30.2 | .444 | .299 | .882 | 8.2  | 4.5 | .7  | .9  | 23.8  |
| 通算         | 通算         | 452 | 452 | 31.9 | .501 | .339 | .828 | 11.0 | 3.7 | .9  | 1.6 | 27.7  |
| オールスター | オールスター | 5   | 5   | 26.1 | .623 | .440 | .750 | 9.4  | 1.2 | .6  | .8  | 23.8  |

- 2021年のオールスターゲームは選出されたものの新型コロナウイルス安全性プロトコルの問題で不出場
- 2023-24シーズンに記録した平均34.7得点はリーグトップの成績ではあるが、出場39試合で規定未到達だったため次点で平均33.9得点のルカ・ドンチッチが得点王となった

#### プレーオフ
| シーズン | チーム | GP | GS | MPG  | FG%  | 3P%  | FT%  | RPG  | APG | SPG | BPG | PPG  |
| -------- | ------ | -- | -- | ---- | ---- | ---- | ---- | ---- | --- | --- | --- | ---- |
| 2018     | PHI    | 8  | 8  | 34.8 | .435 | .276 | .705 | 12.6 | 3.0 | .9  | 1.9 | 21.4 |
| 2019     | PHI    | 11 | 11 | 30.4 | .428 | .308 | .822 | 10.5 | 3.4 | .7  | 2.3 | 20.2 |
| 2020     | PHI    | 4  | 4  | 36.2 | .459 | .250 | .814 | 12.3 | 1.3 | 1.5 | 1.3 | 30.0 |
| 2021     | PHI    | 11 | 11 | 32.5 | .513 | .390 | .835 | 10.5 | 3.4 | 1.0 | 1.5 | 28.1 |
| 2022     | PHI    | 10 | 10 | 38.5 | .484 | .212 | .820 | 10.7 | 2.1 | .4  | .8  | 23.6 |
| 2023     | PHI    | 9  | 9  | 37.3 | .431 | .179 | .905 | 9.8  | 2.7 | .7  | 2.8 | 23.7 |
| 2024     | PHI    | 6  | 6  | 41.4 | .444 | .333 | .859 | 10.8 | 5.7 | 1.2 | 1.5 | 33.0 |
| 通算     | 通算   | 59 | 59 | 35.3 | .459 | .289 | .828 | 10.9 | 3.1 | .8  | 1.7 | 24.9 |

### カレッジ
| シーズン | チーム   | GP | GS | MPG  | FG%  | 3P%  | FT%  | RPG | APG | SPG | BPG | PPG  |
| -------- | -------- | -- | -- | ---- | ---- | ---- | ---- | --- | --- | --- | --- | ---- |
| 2013-14  | カンザス | 28 | 20 | 23.1 | .626 | .200 | .685 | 8.1 | 1.4 | .9  | 2.6 | 11.2 |